# Transkripciona kontrola
Transkripciona kontrola ili transkripciona regulacija transkripcionih činioca (specifični proteini), je od najvećeg značaja za većinu gena jer od nje zavisi koji će se geni prepisivati, a koji ne. Ključno mesto u regulaciji transkripcije zauzimaju gen-regulatorni proteini (belančevine).
U molekularnoj biologiji i genetici, kontrola transkripcije je sredstvo pomoću koje ćelija reguliše konverziju DNK u RNK (transkripcija), čime se orkestira aktivnost gena. Jedan gen se može regulisati na različite načine, od promene broja kopija RNK koje se transkribiraju, do vremenske kontrole kada se gen prepisuje. Ova kontrola omogućava ćeliji ili organizmu da reaguje na različite intra i ekstracelularne signale i time montira odgovor. Neki od primera ovoga uključuju proizvodnju mRNK koja kodira enzime za prilagođavanje promeni izvora hrane, proizvodnju proizvoda gena koji su uključeni u specifične aktivnosti ćelijskog ciklusa i proizvodnju genovih proizvoda odgovornih za ćelijsku diferencijaciju u višim eukarionima, proučavano u evolucionom razvoju biologija.
Regulacija transkripcije je vitalan proces u svim živim organizmima. On je orkestriran od faktora transkripcije i drugih proteina koji rade zajedno u procesu finog podešavanja količine RNK koja se proizvodi kroz različite mehanizme.
Prokariotski organizmi i eukariotski organizmi imaju veoma različite strategije postizanja kontrole nad transkripcijom, ali neke od važnih osobina ostaju konzervirane između njih. Najvažnije je ideja o kombinatornoj kontroli, a to je da sve gene verovatno kontroliše određena kombinacija faktora za kontrolu transkripcije. U hipotetičkom primeru, faktori A i B mogu regulisati poseban skup gena iz kombinacije faktora A i C. Ova kombinatorna priroda proširuje se na komplekse daleko više od dva proteina i omogućava vrlo malo podskup (manje od 10 %) genoma za kontrolu transkripcionog programa celokupne ćelije.

## Osnovni pojmovi
Transkripciona regulacija — kontrolisanje brzine transkripcije gena npr. pomažuće ili ometajuće vezivanje RNK polimeraze na DNK.
Transkripcija — proces stvaranja RNK iz DNK predložaka pomoću RNK polimeraze.
Faktor transkripcije — supstanca, kao što je protein, koja doprinosi regulaciji specifične biohemijskoj reakciji ili telesnog procesa, kroz povezivanje RNK polimeraze II za promotore
kod eukariota i/ili regulišu transkripciju gena (aktivatori ili represori).
Promoter — region DNK koji inicira transkripciju određenog gena
Sigma faktor — specijalizovani bakterijski kofaktori koji su kompleksni sa RNK polimerazom i specifični za kodiranja sekvence
Koaktivator — protein koji radi sa transkripcijskim faktorima kako bi povećao brzinu transkripcije gena
Korepresor — protein koji radi sa transkripcijskim faktorima kako bi smanjio stopu transkripcije gena.

## Regulacija preko faktora transkripcije i pojačivača gena

### Faktori transkripcije
Transakcioni faktori su proteini koji se vezuju za specifične sekvence DNK kako bi regulisali ekspresiju datog gena. Snaga transkripcionih faktora nalazi se u njihovoj sposobnosti da aktiviraju i/ili potisnu široke repertoare gena nizvodnih gena.
Činjenica je da ovi transkripcioni faktori rade na kombinatornom principu — samo mali deo genoma organizma kodira transkripcijske faktore.
Transakcioni faktori funkcionišu kroz širok spektar mehanizama. Često su na kraju signala transdukcije koja funkcioniše kako bi promenila nešto u faktoru, kao što je njegova subcelularna lokalizacija ili njegova aktivnost.
Posttranslacijske modifikacije faktora transkripcije locirane u citosolu mogu ih dovesti do translokacije na jezgro gde mogu da izazovu interakciju sa odgovarajućim pojačivačima. Drugi su već u jezgru i modifikovani su tako da omogućavaju interakciju sa faktorima transkripcije partnera.
Neke posttranslacijske modifikacije koje su poznate da regulišu funkcionalno stanje transkripcionih faktora su fosforilacija, acetilacija, sumilacija i ubikitlacija.
Transkriptni faktori mogu se podeliti u dve glavne kategorije: aktivatori i represije. Dok aktivatori mogu direktno ili indirektno da stupe u interakciju sa osnovnom mašinerijom transkripcije putem vezivanja ojačivača, represore pretežno regrutuju kompripresorne komplekse, što dovodi do transkripcijske represije hromatinskom kondenzacijom regiona poboljšanja. Takođe se može dogoditi da repressor može funkcionisati sa alosterskom konkurencijom protiv određenog aktivatora za potiskivanje ekspresije gena: preklapajući motive vezane za DNK kako za aktivore, tako i za repressore izazivaju fizičku konkurenciju da zauzmu mesto vezivanja. Ako represor ima veći afinitet za svoj motiv od aktivatora, transkripcija bi se efikasno blokirala u prisustvu represivača.
Jaka regulatorna kontrola se postiže veoma dinamičnom prirodom faktora transkripcije. A takođe postoje mnogi različiti mehanizmi da bi se kontrolisalo da li je faktor transkripcije aktivan. Ovi mehanizmi uključuju kontrolu nad lokalizacijom proteina ili kontrolu nad kojim proteinom može da se veže DNK. Tako geni pod kontrolom ovog transkripcionog faktora ostaju neprepisani, osim ako ćelija bude podložna stresu.

### Pojačivač gena
Pojačivači gena ili enhanser (енгл. enhancers) ili cis-regulatorni moduli / elementi (CRM / CRE) su nekodirajuće sekvence DNK koje sadrže više mesta za vezivanje aktivatora i represora. Pojačivači se kreću od 200 bp do 1 kb u dužini i mogu biti ili proksimalni, 5' do promotera ili unutar prvog introna regulisanog gena, ili distalni, u intronima susednih gena ili intergenskih regiona daleko od lokusa.
Zahvaljujući DNK petlji, aktivni pojačivači gena kontaktiraju promotera zavisno od specifičnosti promotera za vezivanje veznog DNK Dihotomija unapređenja promotera pruža osnovu za funkcionalnu interakciju između transkripcionih faktora i mašine za transkripciono jezgro da bi u pokrenutom RNA Pol II pobegao iz promotera.
Budući da bi se moglo pomisliti da postoji promoter jačanja promotera 1:1, studije humanog genoma predviđaju da aktivni promoter interaguje sa 4 do 5 poboljšivača. Slično tome, pojačivači mogu regulisati više od jednog gena bez ograničenja vezivanja i kažu da „preskakanje” susednih gena reguliše dalekosežno. Iako retka transkripciona regulacija može uključivati elemente locirane u hromozomu drugačijem od onog u kojem promoter boravi. Proksimalni pojačivači ili promoteri susednih gena mogu poslužiti kao platforme za regrutovanje više distalnih elemenata.

## Gen-regulatorni proteini
Od gen-regulatornih proteina zavisi da li će se gen aktivirati ili inhibirati. Gen-regulatorni proteini se vezuju za specifične sekvence DNK dužine od 8-15 nukleotida i na taj način aktiviraju ili inhibiraju transkripciju. Najčešće nekoliko gen-regulatornih proteina učestvuje u aktivnosti jednog gena. Tako je npr. i kod bakterija potrebna interakcija bar dva različita regulatorna proteina da bi se promenila aktivnost gena, dok kod eukariota čitava grupa gen-regulatornih proteina deluje zajednički da bi se odredilo da li će doći do transkripcije. Jedan isti gen-regulatortni protein može modulirati sintezu različitih grupa enzima u različitim tipovima ćelija.
Na taj način jedan gen-regulatorni protein ima različite funkcije u zavisnosti sa kojim će se proteinima kombinovati. To zavisi od gen-regulatornih proteina koji su bili prisutni u ćeliji pre sinteze steroidnog receptora. Kombinacija nekoliko gen-regulatornih proteina rezultuje pojavom velikog broja ćelijskih tipova — kombinatorna regulacija gena.  Iz tog razloga se oni u ćeliji nalaze u malim količinama. Postoje gen-regulatorni proteini koji imaju odlučujuću ulogu u koordinaciji ostalih regulatornih proteina ili kontrolišu aktivnost mnogih drugih gena. Znači jedan jedini protein može odrediti tip ćelije (ključni ili master gen-regulatorni proteini).

### Sinteza gen-regulatornih proteina
Za sintezu gen regulatornih proteina su odgovorni liposolubilni hormoni koji lako prolaze kroz ćelijsku membranu. Receptori za ove hormone se nalaze u citosolu i imaju veliki afinitet prema njima. Vezivanje hormona za receptore izaziva konformacione promene u njihovoj strukturi što uslovljava aktivaciju receptora i povećanja afiniteta za određene sekvence DNA. To su gen-regulatorne sekvence i one su pod kontrolom steroidnih hormona. Sekvenca koja prepoznaje kompleks hormon-receptor ima funkcije enhensera (енгл. enhance) za gen čiju aktivnost reguliše steroidni hormon. Vezivanje kompleksa hormon-receptor za DNA ima primaran i sekundaran odgovor.
Primaran odgovor je sinteza gen-regulatornih proteina, a sekundaran odgovor je uticaj tog gen-regulatornog proteina na druge gene. Sekundaran odgovor moze biti i prekid sinteze gen-regulatornih proteina ili feedbeck kontrola. Primer sekundarnog odgovora je efekat koji hormon kortizol ima na druge gene. On uključuje gene samo u ćelijama koje sadrže kortizolske receptore koje, opet, uključuju neki drugi prekidači. Geni koje uključuje kortizol zauzvrat uključuju druge gene, a ti drugi ponekad uključuju još neke gene i tako dalje. Glavna svrha većine gena u ljudskom genomu da regulišu ekspresiju drugih gena u genomu.
Zanimljivo je to da isti receptori steroidnih hormona regulišu različite gene u različitim ćelijama. Razlog tome je što se više od jedne vrste gen-regulatornih proteina mora vezati za regulatorne sekvence eukariotskog organizma da bi aktivirao njegovu transkripciju. Prema tome svaki steroidni hormon ima karakteristične fiziološke efekte, jer samo određene ćelije sadrže receptor za njega i što svaki od tih tipova ćelija sadrži različite kombinacije gen-regulatornih proteina.

## Kontrola obrade primarnog RNA transkripta
Iako je kontrola inicijacije najbitnija za regulaciju mnogih gena, u kontroli ekspresije genoma su bitni i drugi nivoi. Ova kontrola podrazumeva obradu RNA transkripta. Primarna struktura primarnog RNA transkripta je komplementarna primarnoj strukturi DNA matrice sa koje se sintetisao RNA. Jedina razlika je sto RNA molekuli umesto timina (T) sadrze uracil (U). Poznato je da eukarioti u svojoj DNA matrici sadrze i nekodirajuće sekvence, koje se prepisivanjem prenose na RNA. Obrada primarnog RNA transkripta podrazumeva isecanje nekodirajućih sekvenci — Introna (splicing, capping i poliadenilaciju).

## Obrada primarnih transkripata kovalentnim modifikacijama
Promene na 5’ kraju molekula RNA
Iako se 5’ kraj molekula RNA koji se sintetiše u procesu transkripcije modifikuje najčesce se još dok transkripcija nije završena wemu dodaje 7-metil-guanozin koji se vezuje 5’-5’trifosfatnim mostom za prvi ribonukleotid u nizu. Pored toga, metiluje se 2’ hidroksilna grupa prve, a ponekad i druge riboze u nizu. Tako, transkript na svom 5’ kraju dobija strukturu koja je poznata kao 5’ kapa. Primarni transkript postaje pozitivan zbog metil grupe.
Kapa na 5’ kraju je veoma bitna za vezivanje ribozoma za iRNA u procesu translacije. Uklanjanje 5’ kape dovodi do ubrzane degradacije iRNA u citoplazmi. U ćeliji postoje određeni regulatorni mehanizmi koji dodavanjem ili uklanjanjem 5’ kape utiču na intezitet translacije.
Promene na 3’ kraju primarnog transkripta
Na 3’ kraju primarnog transkripta takođe se vrši obrada. Ova obrada podrazumeva dodavanje niza od 100—200 ostataka adeninskih nukleotida na 3’ kraj primarnog transkripta. To je takozvani 3’-poli(A) rep. Poliadenilaciju primarnog transkripta katalizuje enzim poli (A) polimeraza, a proces se odvija u dve faze. Mesto na kom počinje poliadenilacija nastaje terminacijom transkripcije. U eukariotskim ćelijama signal za poliadenilaciju je evolutivno očuvani niz AAUAAA.
Kada se transkripcija završi, endonukleaza hidrolizuje primarni transkript na mestu 15 nukleotida nizvodno od signala za poliadenilaciju, a zatim poli(A) polimeraza dodaje poli(A) rep na novonastali 3’ kraj transkripta, katalizujući polimerizaciju ATP-a praćenu hidrolizom pirofosfata. Funkcija poli(A) repa još nije dovoljno poznata. Zna se da se u citoplazmi za njega vezuju proteini koji pakuju iRNA u RNP čestice štiteći ih od degradacije. Moguće je da je poli(A) rep važan i za splicing.

## Obrada transkripata isecanjem introna
Primarni transkript RNA je nestabilan i samo mali njegov deo izbegne degradaciju. Eksperimentalni podaci su pokazali da se dužina novosintetisane RNA brzo smanjuje, tako da se za 30 min svede na dužinu citoplazmatične iRNA. U proseku primarni transkript sadrži oko 6000 nukleotida, a iRNA oko 1.500 nukleotida. Ovo je ukazalo da postoji bitna razlika između prokariotskih i eukariotskih organizama.
Kod prokarita nema naknadne obrade primarnog transkripta jer on sadrži kontinuirani niz nukleotida koji je šifra za sintezu proteina.
Eukariotski primarni transkript sadrži nekodirajuće sekvence koje su kopije introna. Te sekvence se moraju iseći iz primarnog transkripta da bi nastale iRNA koje će kodirati proteine (slika 6). Eukariotski primarni transkript podleže obradi koja se sastoji od isecanja introna i predstavlja pored transkripcije i translacije još jedan korak u kome je moguće uticati na končanu ekspresiju gena.

## Napomene
1. ↑  Primer ovoga je protein HSF1, koji ostaje vezan za Hsp70 u citosolu i samo se translocira u jezgro na ćelijski pritisak kao što je toplotni šok.
2. ↑  Npr. receptor za steroidni hormon modulira sintezu različitih grupa enzima u različitim tipovima ćelija.
3. ↑  Npr. 25 različitih gen-regulatornih proteina može teoretski odrediti više od 10.000 tipova ćelija.
4. ↑  Na primer odsustvo receptora za testosteron dovodi do toga da se muški genotip (XY) razvije kao ženski.

## Spoljašnje veze
- Jednim delom preuzeto iz teksta: Transkripciona kontrola — Jelena Ačanski[мртва веза] sa sajta BioNet Škola Архивирано на веб-сајту  (27. новембар 2016)

|  | Molimo Vas, obratite pažnju na važno upozorenje u vezi sa temama iz oblasti medicine (zdravlja). |